# Championnat de France de rugby à XV de 2e division 2016-2017
Navigation
Pro D2 2015-2016 Pro D2 2017-2018
Le championnat de France de rugby à XV de 2e division 2016-2017 ou Pro D2 2016-2017 se déroule entre août 2016 et juin 2017. La compétition se divise en deux phases, une phase régulière en aller-retour où l'on détermine le vainqueur, puis une phase de barrage dite play-off pour déterminer le second promu en Top 14, entre le deuxième et le cinquième. Les deux derniers sont relégués en Fédérale 1.
Cette saison, l'US Oyonnax et le SU Agen disputent la compétition, ayant été relégués du Top 14. Le SA XV Charente et le RC Vannes, finalistes de la Fédérale 1, sont promus pour disputer cette saison de Pro D2.

## Déroulement de l'intersaison 2016
Le 26 mai 2016, le conseil supérieur de la DNACG décide de prononcer la rétrogradation pour raisons financières en championnat de Fédérale 1, du Biarritz olympique, du CS Bourgoin-Jallieu et du RC Narbonne. Ces clubs disposent d'un délai de 10 jours pour faire appel de cette décision. Après avoir annoncé par son président que le club acceptait la rétrogradation, le CS Bourgoin-Jallieu a décidé de faire appel de la décision tout comme Biarritz et Narbonne. La DNACG décide le 6 juillet le maintien du Biarritz olympique, du RC Narbonne et du CS Bourgoin-Jallieu. Provence rugby, dernier de l'édition précédente, est donc relégué en compagnie du Tarbes PR qui sauve l'US Dax de la relégation.

## Règlement
Seize équipes participent au championnat Pro D2. L'équipe terminant 1re accède au Top 14. Les équipes classées 2e, 3e, 4e et 5e disputent des demi-finales qualificatives pour la montée en Top 14. L'équipe classée 2e reçoit celle classée 5e, et celle classée 3e accueille celle classée 4e pour les demi-finales. Les deux vainqueurs des demi-finales se rencontrent sur terrain neutre pour la finale. Le vainqueur de cette finale accède au Top 14. Les équipes classées 15e et 16e sont reléguées en division inférieure sauf en cas de relégation financière d'un des participants du championnat ou de refus d'accession à un promu.

## Liste des équipes en compétition
| SC Albi SU Agen Stade aurillacois AS Béziers Biarritz olympique US Carcassonne Colomiers rugby US Dax CS Bourgoin-Jallieu Stade montois US Montauban US Oyonnax RC Narbonne USA Perpignan Soyaux Angoulême XV RC Vannes |

| Club                                    | Budget (M€) | Classement en 2015-16 | Entraîneurs                                                                             | Stade                          | Capacité |
| --------------------------------------- | ----------- | --------------------- | --------------------------------------------------------------------------------------- | ------------------------------ | -------- |
| Sporting union Agen Lot-et-Garonne      | 8,33        | 13e (Top 14)          | Philippe Sella Mathieu Blin Stéphane Prosper Mauricio Reggiardo                         | Stade Armandie                 | 14 042   |
| Sporting club albigeois                 | 6,07        | 10e                   | Serge Milhas Jean-Christophe Bacca Philippe Bérot                                       | Stadium municipal              | 12 058   |
| Stade aurillacois Cantal Auvergne       | 4,78        | 3e                    | Jeremy Davidson Thierry Peuchlestrade                                                   | Stade Jean-Alric               | 10 000   |
| Association sportive de Béziers Hérault | 6,41        | 6e                    | Romain Carmignani Manny Edmonds puis David Gérard David Aucagne                         | Stade de la Méditerranée       | 18 555   |
| Biarritz olympique Pays basque          | 9,32        | 8e                    | Frédéric Garcia David Darricarrère                                                      | Parc des sports d'Aguiléra     | 13 500   |
| CS Bourgoin-Jallieu                     | 4,47        | 9e                    | Serge Laïrle puis Richard McClintock Alexandre Péclier                                  | Stade Pierre-Rajon             | 9 441    |
| Union sportive carcassonnaise XV        | 4,36        | 14e                   | Mathieu Cidre Nicolas Nadau                                                             | Stade Albert-Domec             | 10 000   |
| Colomiers rugby                         | 6,35        | 5e                    | Bernard Goutta Philippe Filiatre                                                        | Stade Michel-Bendichou         | 11 000   |
| Union sportive dacquoise                | 4,60        | 15e                   | Patrick Furet Raphaël Saint-André                                                       | Stade Maurice-Boyau            | 16 170   |
| Stade montois                           | 6,06        | 4e                    | Christophe Laussucq David Auradou                                                       | Stade Guy-Boniface             | 10 000   |
| Union sportive montalbanaise            | 4,91        | 12e                   | Pierre-Philippe Lafond Chris Whitaker                                                   | Stade Sapiac                   | 10 600   |
| Racing Club de Narbonne Méditerranée    | 4,53        | 11e                   | Christian Labit Steve Kefu                                                              | Parc des sports et de l'amitié | 12 000   |
| Union sportive Oyonnax rugby            | 11,22       | 14e (Top 14)          | Johann Authier Adrien Buononato Stéphane Glas                                           | Stade Charles-Mathon           | 11 400   |
| Union sportive arlequins perpignanais   | 9,45        | 7e                    | Christian Lanta Philippe Benetton François Gelez puis Perry Freshwater Patrick Arlettaz | Stade Aimé-Giral               | 14 593   |
| Soyaux Angoulême XV Charente            | 3,71        | 1er (Fédérale 1)      | Julien Laïrle Rémy Ladauge                                                              | Stade Chanzy                   | 6 000    |
| Rugby club vannetais                    | 4,55        | 2e (Fédérale 1)       | Jean-Noël Spitzer Wilfrid Lahaye                                                        | Stade de la Rabine             | 9 500    |

## Résumé des résultats

### Classement de la saison régulière
| Rang | Club                  | J  | V  | N | D  | Bo | Bd | Pm  | Pe  | Diff | Pts |
| ---- | --------------------- | -- | -- | - | -- | -- | -- | --- | --- | ---- | --- |
| 1    | US Oyonnax R          | 30 | 19 | 0 | 11 | 7  | 7  | 790 | 637 | +153 | 90  |
| 2    | SU Agen R             | 30 | 18 | 2 | 10 | 5  | 6  | 780 | 624 | +156 | 87  |
| 3    | US Montauban          | 30 | 19 | 0 | 11 | 6  | 4  | 726 | 533 | +193 | 86  |
| 4    | Stade montois         | 30 | 17 | 0 | 13 | 6  | 9  | 738 | 588 | +150 | 83  |
| 5    | Biarritz olympique    | 30 | 18 | 0 | 12 | 5  | 4  | 730 | 637 | +93  | 81  |
| 6    | USA Perpignan         | 30 | 16 | 1 | 13 | 9  | 4  | 744 | 589 | +155 | 79  |
| 7    | Colomiers Rugby       | 30 | 17 | 1 | 12 | 5  | 3  | 760 | 593 | +167 | 78  |
| 8    | Stade aurillacois     | 30 | 15 | 0 | 15 | 5  | 5  | 689 | 712 | -23  | 70  |
| 9    | US Carcassonne        | 30 | 14 | 1 | 15 | 3  | 3  | 648 | 642 | +6   | 64  |
| 10   | AS Béziers            | 30 | 13 | 0 | 17 | 7  | 4  | 694 | 667 | +27  | 63  |
| 11   | RC Vannes P           | 30 | 12 | 2 | 16 | 2  | 7  | 659 | 735 | -76  | 61  |
| 12   | RC Narbonne           | 30 | 14 | 1 | 15 | 3  | 0  | 616 | 746 | -130 | 61  |
| 13   | Soyaux Angoulême XV P | 30 | 13 | 1 | 16 | 2  | 5  | 565 | 686 | -121 | 61  |
| 14   | US Dax                | 30 | 13 | 0 | 17 | 1  | 6  | 647 | 845 | -198 | 59  |
| 15   | SC Albi               | 30 | 12 | 2 | 16 | 1  | 4  | 641 | 781 | -140 | 57  |
| 16   | CS Bourgoin-Jallieu   | 30 | 4  | 1 | 25 | 1  | 6  | 452 | 864 | -412 | 17¹ |

¹ Le conseil supérieur de la DNACG prononce un retrait de huit points à l'issue de la 15e journée du championnat pour « non-respect des engagements pris à l'égard de la DNACG au titre de son budget 2016-2017 », « incohérence entre le budget actualisé de la saison 2015-2016 présenté à la commission d'appel de la FFR en juillet 2016 et les comptes définitifs au 30 juin 2016 », et « révocation du sursis prononcé par la commission d'appel de la FFR dans sa séance du 25 septembre 2014 à la suite d'une précédente décision de retrait de points de la DNACG portant sur la saison 2014-2015 », respectivement pour cinq, un et deux points. Après un appel du club à titre suspensif, les points retirés sont réintégrés au classement jusqu'à la confirmation de retrait sur décision de la commission d'appel de la FFR en date du 29 mars 2017.
|  | Champion de France de Pro D2, promu en Top 14 (no 1).                                                                   |
|  | Participation aux phases finales de barrage pour déterminer le vice-champion, promu en Top 14 (no 2, no 3, no 4, no 5). |
|  | Relégation en Fédérale 1 (no 15 et no 16).                                                                              |
|  | R : relégués 2016 • P : promus 2016                                                                                     |

Attribution des points : victoire sur tapis vert : 5, victoire : 4, match nul : 2, défaite : 0, forfait : -2 ; plus les bonus (offensif : 3 essais de plus que l'adversaire ; défensif : défaite par 5 points d'écart ou moins; les deux bonus peuvent se cumuler).
Règles de classement :
1. points terrain (bonus compris) ; 2. points terrain obtenus dans les matches entre équipes concernées ; 3. différence de points sur l'ensemble des matches ; 4. différence de points dans les matches entre équipes concernées ; 5. différence entre essais marqués et concédés dans les matches entre équipes concernées ; 6. différence de points générale ; 7. différence entre essais marqués et concédés ; 8. nombre de forfaits n'ayant pas entraîné de forfait général ; 9. place la saison précédente.

### Barrages d'accession en Top 14
|  | Demi-finales                                   | Demi-finales                                |             |    | Finale                                               | Finale                                               |
|  | Demi-finales                                   | Demi-finales                                |             |    | Finale                                               | Finale                                               |
|  |                                                |                                             |             |    |                                                      |                                                      |
|  | 14 mai 2017 à 14h15 au stade Armandie, Agen    | 14 mai 2017 à 14h15 au stade Armandie, Agen |             |    | 21 mai 2017 à 15h15 au stade Chaban-Delmas, Bordeaux | 21 mai 2017 à 15h15 au stade Chaban-Delmas, Bordeaux |
|  | 14 mai 2017 à 14h15 au stade Armandie, Agen    | 14 mai 2017 à 14h15 au stade Armandie, Agen |             |    | 21 mai 2017 à 15h15 au stade Chaban-Delmas, Bordeaux | 21 mai 2017 à 15h15 au stade Chaban-Delmas, Bordeaux |
|  | [2] SU Agen                                    | 26                                          |             |    | 21 mai 2017 à 15h15 au stade Chaban-Delmas, Bordeaux | 21 mai 2017 à 15h15 au stade Chaban-Delmas, Bordeaux |
|  | [2] SU Agen                                    | 26                                          |             |    | 21 mai 2017 à 15h15 au stade Chaban-Delmas, Bordeaux | 21 mai 2017 à 15h15 au stade Chaban-Delmas, Bordeaux |
|  | [5] Biarritz olympique                         | 14                                          |             |    | 21 mai 2017 à 15h15 au stade Chaban-Delmas, Bordeaux | 21 mai 2017 à 15h15 au stade Chaban-Delmas, Bordeaux |
|  | [5] Biarritz olympique                         | 14                                          | [2] SU Agen | 41 |                                                      |                                                      |
|  | 13 mai 2017 à 21h00 au stade Sapiac, Montauban |                                             | [2] SU Agen | 41 |                                                      |                                                      |
|  |                                                | [3] US Montauban                            | 20          |    |                                                      |                                                      |
|  | [3] US Montauban                               | [3] US Montauban                            | 20          | 24 |                                                      |                                                      |
|  | [3] US Montauban                               |                                             |             | 24 |                                                      |                                                      |
|  | [4] Stade montois                              | 13                                          |             |    |                                                      |                                                      |
|  | [4] Stade montois                              | 13                                          |             |    |                                                      |                                                      |

### Demi-finales
| 13 mai 2017 21 h | US Montauban | 24 - 13 (11 - 16) | Stade montois                                                                                        | stade Sapiac, Montauban Arbitre : Maxime Chalon |
| 13 mai 2017 21 h | Essai(s) : 2 Swanepoel (7e), Ascarat (47e) Transformation(s) : 1 Bosviel (58e) Pénalité(s) : 3 Bosviel (31e, 47e, 79e) Drop(s) : 1 Bosviel (6e) |                   | Essai(s) : 1 Negrotto (63e) Transformation(s) : 1 Loustalot (64e) Pénalité(s) : 2 James (15e, 40e+1) | stade Sapiac, Montauban Arbitre : Maxime Chalon |
| 13 mai 2017 21 h | |                   | | stade Sapiac, Montauban Arbitre : Maxime Chalon |

| 14 mai 2017 14 h 15 | SU Agen | 26 - 14 (16 - 11) | Biarritz olympique                                                                                     | stade Armandie, Agen Arbitre : Laurent Cardona |
| 14 mai 2017 14 h 15 | Essai(s) : 2 Erbani (9e), Darbo (40e) Transformation(s) : 2 Darbo (10e, 40e+1) Pénalité(s) : 4 Darbo (14e, 51e, 71e, 75e) Carton(s) jaune(s) : 1 Tau (51e) |                   | Essai(s) : 1 M.Lucu (55e) Pénalité(s) : 3 M.Lucu (3e, 5e, 61e) Carton(s) jaune(s) : 1 Giudicelli (28e) | stade Armandie, Agen Arbitre : Laurent Cardona |
| 14 mai 2017 14 h 15 | |                   | | stade Armandie, Agen Arbitre : Laurent Cardona |

### Finale
| 21 mai 2017 21 h | SU Agen | 41 - 20 (24 - 13) | US Montauban | stade Jacques Chaban-Delmas, Bordeaux Arbitre : Salem Attalah |
| 21 mai 2017 21 h | Essai(s) : 5 Darbo (3e), Murday (26e), Paris (33e), Nakosi (63e), Fouyssac (67e) Transformation(s) : 5 Darbo (3e, 28e, 34e, 64e, 68e) Pénalité(s) : 2 Darbo (13e, 52e) |                   | Essai(s) : 2 Sukanaveita (38e), Tupuola (73e) Transformation(s) : 2 Bosviel (39e, 73e) Pénalité(s) : 2 Bosviel (29e, 40e+1) | stade Jacques Chaban-Delmas, Bordeaux Arbitre : Salem Attalah |
| 21 mai 2017 21 h | |                   | | stade Jacques Chaban-Delmas, Bordeaux Arbitre : Salem Attalah |

## Résultats détaillés

### Phase régulière

#### Tableau synthétique des résultats
L'équipe qui reçoit est indiquée dans la colonne de gauche.
| Clubs               | SUA   | SCA   | AUR   | BEZ   | BIA   | BOU   | CAR   | SA    | COL   | DAX   | SM    | USM   | NAR   | USO   | PER   | RCV   |
| ------------------- | ----- | ----- | ----- | ----- | ----- | ----- | ----- | ----- | ----- | ----- | ----- | ----- | ----- | ----- | ----- | ----- |
| SU Agen             |       | 36-20 | 40-27 | 23-25 | 23-22 | 34-0  | 33-7  | 40-23 | 13-13 | 28-23 | 29-15 | 28-23 | 32-22 | 26-31 | 23-6  | 56-7  |
| SC Albi             | 20-18 |       | 23-29 | 25-23 | 27-20 | 35-24 | 23-23 | 23-16 | 29-17 | 52-7  | 25-30 | 13-16 | 13-13 | 16-18 | 26-24 | 19-22 |
| Stade aurillacois   | 19-16 | 37-20 |       | 32-9  | 31-20 | 40-14 | 26-17 | 30-26 | 19-13 | 54-19 | 25-21 | 20-12 | 27-7  | 24-26 | 42-13 | 24-22 |
| AS Béziers          | 34-11 | 36-15 | 25-9  |       | 23-34 | 34-17 | 26-17 | 41-9  | 41-27 | 52-17 | 9-17  | 9-24  | 39-10 | 34-28 | 13-24 | 43-40 |
| Biarritz olympique  | 20-17 | 38-9  | 41-8  | 25-18 |       | 29-10 | 36-18 | 20-21 | 34-26 | 30-18 | 26-22 | 34-10 | 25-6  | 16-13 | 22-19 | 22-23 |
| CS Bourgoin-Jallieu | 14-21 | 19-23 | 20-3  | 9-13  | 15-22 |       | 19-20 | 15-20 | 19-18 | 35-13 | 14-56 | 16-14 | 22-48 | 23-26 | 12-26 | 15-15 |
| US Carcassonne      | 12-19 | 36-41 | 47-13 | 17-9  | 32-9  | 19-10 |       | 10-6  | 26-14 | 36-0  | 25-22 | 17-28 | 26-13 | 34-19 | 38-20 | 29-27 |
| Soyaux Angoulême XV | 19-22 | 26-17 | 35-6  | 21-6  | 12-19 | 37-22 | 31-14 |       | 26-25 | 29-14 | 30-20 | 25-15 | 23-10 | 9-13  | 20-20 | 23-22 |
| Colomiers rugby     | 33-27 | 36-21 | 21-19 | 15-12 | 37-13 | 42-5  | 24-3  | 51-9  |       | 46-22 | 33-28 | 25-34 | 18-6  | 30-20 | 32-20 | 45-5  |
| US Dax              | 30-32 | 19-23 | 20-19 | 23-13 | 41-16 | 30-22 | 25-15 | 27-22 | 18-12 |       | 17-13 | 21-24 | 18-22 | 28-25 | 24-18 | 33-27 |
| Stade montois       | 21-23 | 32-12 | 43-25 | 15-9  | 35-40 | 12-6  | 28-20 | 16-10 | 28-18 | 33-29 |       | 34-16 | 37-6  | 22-21 | 21-10 | 33-3  |
| US Montauban        | 18-22 | 23-6  | 28-8  | 38-23 | 22-11 | 51-7  | 20-6  | 27-3  | 26-11 | 40-31 | 22-18 |       | 21-3  | 57-10 | 31-0  | 36-13 |
| RC Narbonne         | 43-33 | 28-34 | 23-19 | 23-22 | 24-22 | 29-27 | 27-26 | 43-14 | 10-16 | 31-16 | 35-14 | 23-17 |       | 21-16 | 12-28 | 16-24 |
| US Oyonnax          | 21-16 | 54-16 | 24-19 | 34-23 | 33-26 | 33-6  | 35-20 | 36-10 | 19-21 | 46-26 | 18-10 | 36-10 | 30-22 |       | 19-9  | 52-21 |
| USA Perpignan       | 37-20 | 27-9  | 41-20 | 54-17 | 17-8  | 45-15 | 17-13 | 36-7  | 22-26 | 14-16 | 19-16 | 37-3  | 66-13 | 23-18 |       | 39-34 |
| RC Vannes           | 19-19 | 34-6  | 26-15 | 14-13 | 27-30 | 56-0  | 22-25 | 26-3  | 19-15 | 16-22 | 13-26 | 23-20 | 21-27 | 19-16 | 19-13 |       |

|  | Victoire à domicile |  | Match nul |  | Défaite à domicile |

#### Détails des résultats
Les points marqués par chaque équipe sont inscrits dans les colonnes centrales (3-4) alors que les essais marqués sont donnés dans les colonnes latérales (1-6). Les points de bonus sont symbolisés par une bordure bleue pour les bonus offensifs (trois essais de plus que l'adversaire), orange pour les bonus défensifs (défaite par moins de cinq points d'écart), rouge si les deux bonus sont cumulés.

#### Évolution du classement
| Club                | 1  | 2  | 3  | 4  | 5  | 6  | 7  | 8  | 9  | 10 | 11 | 12 | 13 | 14 | 15 | 16 | 17 | 18 | 19 | 20 | 21 | 22 | 23 | 24 | 25 | 26 | 27 | 28 | 29 | 30 |
| ------------------- | -- | -- | -- | -- | -- | -- | -- | -- | -- | -- | -- | -- | -- | -- | -- | -- | -- | -- | -- | -- | -- | -- | -- | -- | -- | -- | -- | -- | -- | -- |
| SU Agen             | 15 | 11 | 8  | 7  | 4  | 1  | 1  | 1  | 1  | 4  | 4  | 2  | 1  | 3  | 2  | 2  | 1  | 3  | 2  | 3  | 4  | 3  | 2  | 2  | 2  | 2  | 2  | 2  | 2  | 2  |
| SC Albi             | 8  | 15 | 9  | 14 | 14 | 13 | 16 | 16 | 16 | 15 | 15 | 15 | 14 | 13 | 14 | 12 | 14 | 15 | 15 | 15 | 15 | 15 | 14 | 14 | 15 | 15 | 15 | 15 | 15 | 15 |
| Stade aurillacois   | 10 | 2  | 1  | 1  | 1  | 2  | 2  | 2  | 2  | 3  | 3  | 5  | 4  | 4  | 4  | 4  | 4  | 6  | 8  | 8  | 9  | 7  | 7  | 9  | 7  | 8  | 8  | 8  | 8  | 8  |
| AS Béziers          | 2  | 1  | 5  | 8  | 3  | 6  | 9  | 13 | 14 | 14 | 14 | 14 | 15 | 15 | 15 | 15 | 15 | 13 | 13 | 13 | 12 | 13 | 12 | 12 | 11 | 10 | 10 | 10 | 9  | 10 |
| Biarritz olympique  | 3  | 10 | 13 | 13 | 11 | 14 | 8  | 12 | 10 | 12 | 13 | 12 | 9  | 8  | 11 | 9  | 9  | 9  | 6  | 5  | 6  | 5  | 3  | 5  | 3  | 6  | 5  | 7  | 5  | 5  |
| CS Bourgoin-Jallieu | 6  | 8  | 14 | 12 | 9  | 12 | 15 | 15 | 15 | 16 | 16 | 16 | 16 | 16 | 16 | 16 | 16 | 16 | 16 | 16 | 16 | 16 | 16 | 16 | 16 | 16 | 16 | 16 | 16 | 16 |
| US Carcassonne      | 8  | 16 | 10 | 5  | 12 | 8  | 11 | 7  | 11 | 8  | 7  | 8  | 11 | 9  | 9  | 8  | 8  | 7  | 7  | 7  | 7  | 9  | 9  | 8  | 9  | 9  | 9  | 9  | 10 | 9  |
| Soyaux Angoulême XV | 16 | 12 | 6  | 4  | 2  | 4  | 3  | 6  | 5  | 7  | 9  | 7  | 6  | 6  | 5  | 7  | 6  | 8  | 9  | 10 | 10 | 10 | 10 | 10 | 10 | 11 | 11 | 11 | 11 | 13 |
| Colomiers rugby     | 11 | 4  | 4  | 2  | 5  | 3  | 5  | 3  | 3  | 1  | 1  | 3  | 5  | 5  | 6  | 5  | 5  | 4  | 4  | 2  | 3  | 2  | 5  | 3  | 4  | 3  | 6  | 5  | 6  | 7  |
| US Dax              | 7  | 9  | 3  | 3  | 7  | 5  | 7  | 4  | 7  | 9  | 10 | 11 | 13 | 14 | 12 | 13 | 12 | 12 | 11 | 12 | 13 | 12 | 13 | 13 | 13 | 13 | 12 | 12 | 12 | 14 |
| Stade montois       | 13 | 7  | 2  | 6  | 10 | 11 | 6  | 10 | 9  | 6  | 6  | 6  | 7  | 7  | 7  | 6  | 7  | 5  | 5  | 6  | 5  | 6  | 4  | 4  | 5  | 4  | 3  | 3  | 3  | 4  |
| US Montauban        | 12 | 5  | 12 | 9  | 13 | 7  | 10 | 9  | 6  | 5  | 5  | 4  | 3  | 1  | 3  | 1  | 3  | 1  | 3  | 4  | 2  | 4  | 6  | 6  | 6  | 5  | 4  | 4  | 4  | 3  |
| RC Narbonne         | 14 | 14 | 16 | 16 | 16 | 16 | 14 | 11 | 13 | 13 | 8  | 10 | 8  | 10 | 10 | 10 | 10 | 10 | 12 | 11 | 11 | 11 | 11 | 11 | 12 | 12 | 14 | 14 | 13 | 12 |
| US Oyonnax          | 1  | 3  | 11 | 11 | 8  | 9  | 4  | 5  | 4  | 2  | 2  | 1  | 2  | 2  | 1  | 3  | 2  | 2  | 1  | 1  | 1  | 1  | 1  | 1  | 1  | 1  | 1  | 1  | 1  | 1  |
| USA Perpignan       | 5  | 13 | 15 | 15 | 15 | 15 | 12 | 8  | 8  | 10 | 12 | 9  | 10 | 12 | 8  | 11 | 11 | 11 | 10 | 9  | 8  | 8  | 8  | 7  | 8  | 7  | 7  | 7  | 7  | 6  |
| RC Vannes           | 4  | 6  | 7  | 10 | 6  | 10 | 13 | 14 | 12 | 11 | 11 | 13 | 12 | 11 | 13 | 14 | 13 | 14 | 14 | 14 | 14 | 14 | 15 | 15 | 14 | 14 | 13 | 13 | 14 | 11 |

|  | Leader |  | Qualifiés pour les phases finales |  | Relégables |

#### Meilleurs réalisateurs
| Rang | Joueur         | Club               | Poste            | Points | Essais | Transf. | Pén. | Drops |
| ---- | -------------- | ------------------ | ---------------- | ------ | ------ | ------- | ---- | ----- |
| 1    | Thomas Ramos   | Colomiers rugby    | Arrière          | 347    | 5      | 84      | 35   | 0     |
| 2    | Lachie Munro   | AS Béziers         | Demi d'ouverture | 311    | 5      | 64      | 47   | 0     |
| 3    | Maxime Lucu    | Biarritz olympique | Demi de mêlée    | 310    | 2      | 72      | 42   | 0     |
| 4    | Ashley Moeke   | RC Vannes          | Demi d'ouverture | 289    | 2      | 71      | 33   | 0     |
| 5    | Jérôme Bosviel | US Montauban       | Arrière          | 254    | 8      | 46      | 36   | 2     |
| 6    | Burton Francis | SU Agen            | Demi d'ouverture | 235    | 0      | 50      | 38   | 3     |
| 7    | Matthew James  | Stade montois      | Demi d'ouverture | 205    | 6      | 40      | 26   | 1     |
| 8    | Nicolas Cachet | US Dax             | Arrière          | 191    | 1      | 52      | 15   | 0     |
| 9    | Clint Eadie    | RC Narbonne        | Centre           | 188    | 8      | 34      | 23   | 0     |
| 10   | Danré Gerber   | Stade montois      | Centre           | 184    | 2      | 47      | 15   | 1     |

#### Meilleurs marqueurs
| Rang | Joueur                | Club               | Poste           | Essais |
| ---- | --------------------- | ------------------ | --------------- | ------ |
| 1    | George Tilsley        | SU Agen            | Ailier          | 13     |
| 2    | Mathieu Acebes        | USA Perpignan      | Arrière         | 12     |
| 3    | Benoît Lazzarotto     | US Carcassonne     | Ailier          | 11     |
| 4    | Utu Maninoa           | Stade aurillacois  | Troisième ligne | 10     |
| -    | Sione Piukala         | USA Perpignan      | Centre          | 10     |
| 6    | Sakiusa Bureitakiyaca | US Dax             | Ailier          | 9      |
| -    | Nasoni Naqiri         | SC Albi            | Ailier          | 9      |
| 8    | Adriu Delai           | Biarritz olympique | Ailier          | 8      |
| -    | Clint Eadie           | RC Narbonne        | Centre          | 8      |
| -    | Julien Farnoux        | USA Perpignan      | Arrière         | 8      |
| -    | Sabri Gmir            | AS Béziers         | Ailier          | 8      |
| -    | Robert Lilomaiava     | Stade aurillacois  | Centre          | 8      |
| -    | Maxime Mathy          | US Montauban       | Centre          | 8      |
| -    | Arnaud Pic            | US Dax             | Demi de mêlée   | 8      |
| -    | Conor Trainor         | RC Vannes          | Centre          | 8      |